# Выборнов, Дмитрий Борисович
Дмитрий Борисович Выборнов (род. 23 февраля 1970, Куйбышев) — советский и российский боксёр, призёр чемпионата СССР, чемпион и призёр чемпионатов России, призёр чемпионата Европы, участник Олимпийских игр 1996 года в Атланте, мастер спорта России международного класса. Обладатель Кубков СССР и Канады. Окончил Самарский государственный аэрокосмический университет. Судья международной категории. Первый вице-президент и председатель судейской коллегии Федерации бокса Самарской области.

## Спортивные результаты
- Победитель международных встреч СССР-США (1991) и Россия-США (1992, 1994).
- Кубок СССР по боксу 1990 года — ;
- Кубок Канады по боксу 1990 года — ;
- Чемпионат СССР по боксу 1991 года — ;
- Бокс на летней Спартакиаде народов СССР 1991 года — ;
- Чемпионат России по боксу 1992 года — ;
- На Олимпийских играх 1996 года в 1/16 финала проиграл Антонио Тарверу и выбыл из дальнейшей борьбы.